# Сандавана

Логотип клубу до 2014 року

Футбольний клуб «Сандавана» або просто «Сандавана» (англ. Sandawana Football Club) — футбольний клуб з міста Мфаране.

## Історія
Футбольний клуб «Сандавана» було засновано в місті Мфаране. До 2014 року команда виступала під назвою «Мфаране Селтікс», але починаючи з 2014 року виступає під назвою «Сандавана», клуб також змінив клубну емблему, нова емблема дуже подібна до південноафриканського Мамелоді Сандаунз. До 2011 року, а також з 2013 по 2015 роки команда виступала у Другому дивізіоні національного чемпіонату, а в період з 2011 по 2013 роки та починаючи з 2013 року — у Прем'єр-лізі. Найкращим результатом в Прем'єр-лізі є 4-те місце, яке команда посіла в сезоні 2015/16 років.

## Досягнення
- Прем'єр-ліга
  - 4-те місце (1): 2015/16